# هال‌تراک

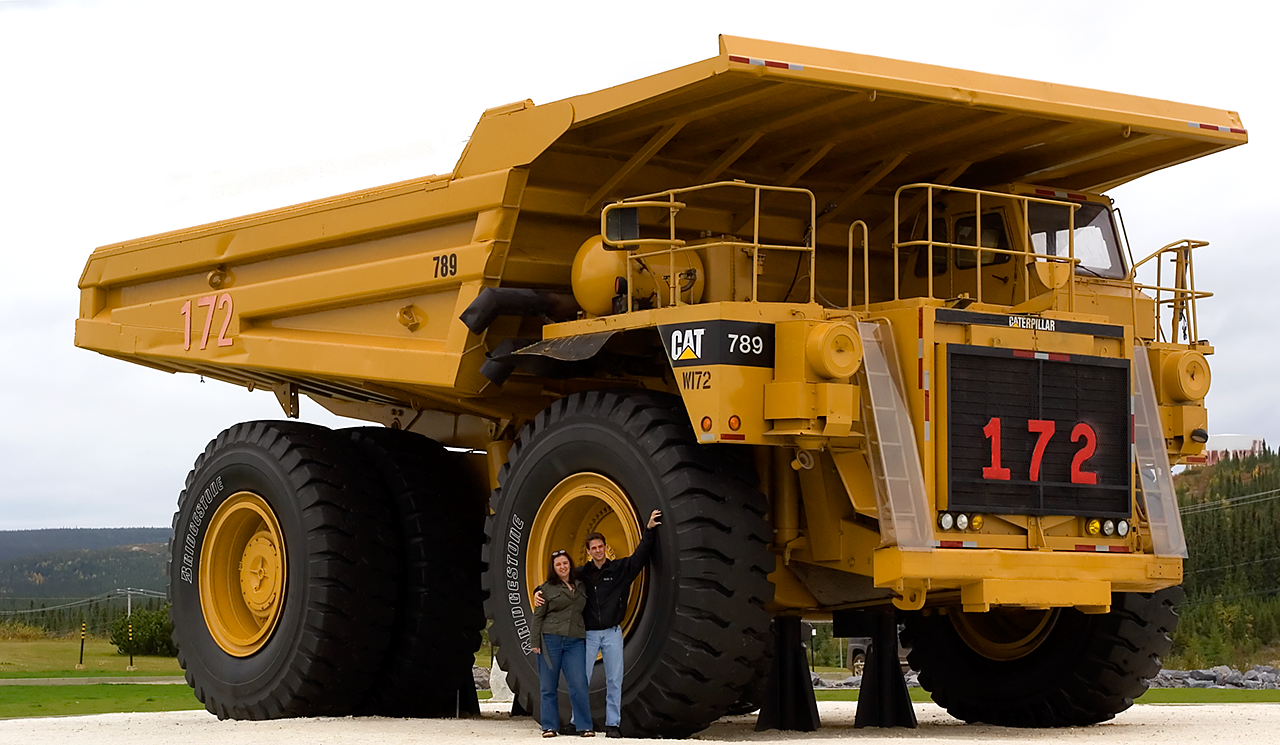
هال‌تراک کاترپیلار در ایالت کبک، کانادا

هال‌تراک گونه‌ای کامیون کمپرسی است که برای استفاده در محیط‌های پیشرفته، استخراج معادن و ساخت‌وسازهای سنگین طراحی شده‌اند. هال‌تراک‌ها همچنین برای ترابری تجهیزات ساخت‌وساز از محل کار به محل کار دیگر استفاده می‌شوند. برخی از آن‌ها چندمحوره هستند تا از تجهیزاتی که حمل می‌شوند، حمایت شود. از جمله تولیدکنندگان هال‌تراک می‌توان به کاترپیلار، کوماتسو، لیبهر، بلاز، هپکو و تیرکس اشاره کرد. 

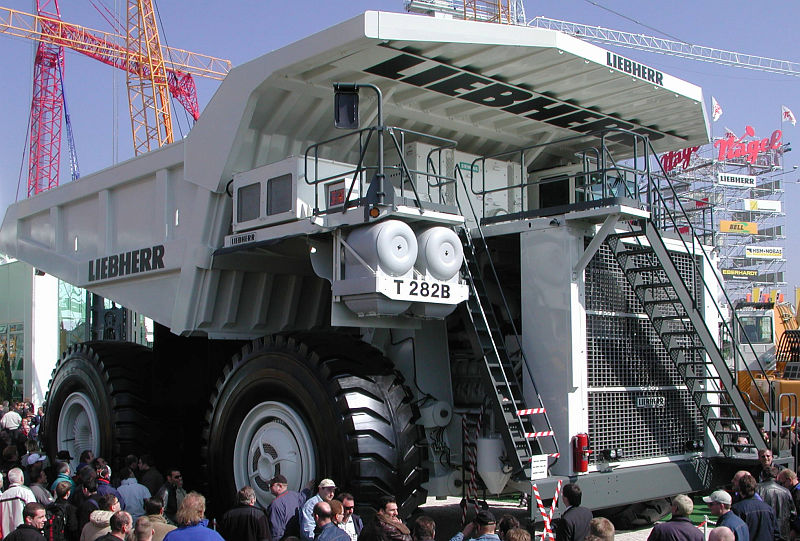
هال‌تراک لیبهر T 282B